# Весел
Весел је мушко име настало од речи „весеље“. Изведено је од имена Веселин.

## Популарност
У Хрватској је ово име најчешће међу припадницима албанске националности и то међу житељима Загреба, Опатије и Малог Лошиња. Током двадесетог века је то било ретко име. У Словенији је ово име 2007. било на 1.303. месту по популарности.